# Vaakanen
Vaakanen är en sjö i kommunen Tuusniemi i landskapet Norra Savolax i Finland. Den är 10,1 meter djup. Arean är 41 hektar och strandlinjen är 6,91 kilometer lång. Sjön  ingår i Vuoksens huvudavrinningsområde.   Den ligger omkring 43 kilometer sydöst om Kuopio och omkring 330 kilometer nordöst om Helsingfors. 